# رشيد وهبي
رشيد وهبي (1917 - 1993) هو رسام وفنان تشكيلي لبناني.

## حياته
ولد رشيد وهبي في بيروت عام 1917، أحب الرسم منذ صغره، كان يعيش في منزل تحيط به حديقة من جميع الجوانب، حيث كان يذهب إلى غرفة صغيرة فوق سطح البيت للرسم، كان يخاف من والده لأنه لم يشجعه على الرسم لأجل دراسته، بعد إكمال دراسته في المرحلة الابتدائية التحق بكلية المقاصد، وكان فيها يتلقى تشجيع كبير من معلم المدرسة، وتتلمذ على يد الفنان حبيب سرور، وشارك في أول معرض للصور في عام 1934 الذي عرض فيه لوحته الأولى، سافر في بعثة طلابية إلى مصر عام 1941، بدأ في إكمال دراسته العليا ليحصل على دبلوم في الرسم والتصوير عام 1946، وفي عام 1947 عاد إلى بيروت لينشأ فرع للفنون الجميلة في جمعية الشابات المسلمات، وساهم بتأسيس جمعية الفنانين اللبنانيين في عام 1957، وأنتخب رئيساً لها من عام 1961 حتى 1962، عمل مدرساً للرسم في معهد الفنون الجميلة في الجامعة اللبنانية بعد تأسيسها عام 1965، شارك في العديد من المعارض الفنية داخل لبنان وخارجها، ويعتبر من رواد الفنانين التشكيلين اللبنانيين.

## الجوائز
- حائز على وسام المعارف من الدرجة الأولى عام 1955.
- حاصل على جائزة وزارة التربية التقديرية عام 1971.
- حائز على جائزة سعيد عقل عام 1972.
- حائز على وسام الأرز الوطني برتبة ضابط عام 1986.
- حائز على وسام رتبة كومندور عام 1990.

## وفاته
توفى في العام 1993، بعد معاناة مع المرض، وقد أطلقت بلدية بيروت أسمه على الشارع المحاذي لبيته تكريماً له.